# 京都府道614号岩滝口停車場線
京都府道614号岩滝口停車場線（きょうとふどう614ごう いわたきぐちていしゃじょうせん）は、京都府宮津市を通る一般府道である。

## 概要
宮津市字須津で完結しており、全長は約200 mである。
駅の所在地は宮津市吉津地区（旧与謝郡吉津村）にあるが、与謝郡与謝野町および与謝郡伊根町と由良地区を除く宮津市が属する与謝郡において、大正期に郡内で3番目に町制施行して自治体としての規模はあっても鉄道駅のなかった隣の旧与謝郡岩滝町（現与謝郡与謝野町）の玄関口として命名されており、同町の最寄り駅となっている。終点から国道176号で200 m西方にある消防署前交差点は、国道4路線と府道1路線が乗り入れる交通の要衝となっており、宮津市および与謝郡与謝野町と与謝郡伊根町を管轄する宮津与謝消防組合本部も立地している。なお、消防署前交差点からは、国道178号を北上すると500 m足らずで与謝郡与謝野町岩滝地区に入り、さらに約1 kmで与謝野町役場（旧岩滝町役場）に達する。

### 路線データ
- 起点：宮津市字須津（北近畿タンゴ鉄道宮津線 岩滝口駅前）
- 終点：宮津市字須津（岩滝口駅前交差点、国道176号交点）
- 総延長：0.1885 km[1]

## 地理
起点の北近畿タンゴ鉄道宮津線 岩滝口駅から終点まで一直線に北上する。

### 通過する自治体
- 京都府
  - 宮津市

### 交差する道路
| 交差する道路                                                                 | 交差する場所 | 交差する場所            |
| ---------------------------------------------------------------------------- | ------------ | ----------------------- |
| 国道176号 国道178号 重複 国道312号 重複 京都府道・兵庫県道2号宮津養父線 重複 | 字須津       | 岩滝口駅前交差点 / 終点 |

### 沿線
自然
- 阿蘇海

官公庁・公共施設
- 宮津市役所 吉津地区連絡所
- 宮津警察署 吉津駐在所
- 宮津与謝消防組合本部
- 須津公園

教育
- 宮津市立吉津小学校

鉄道
- 北近畿タンゴ鉄道宮津線 岩滝口駅

金融機関・郵便局
- 吉津郵便局